# Кукуа
Кукуа — озеро на территории Кривопорожского сельского поселения Кемского района Республики Карелии.

## Общие сведения
Площадь озера — 7,9 км², площадь водосборного бассейна — 665 км². Располагается на высоте 100,7 метров над уровнем моря.
Форма озера продолговатая: оно вытянуто с северо-запада на юго-восток. Берега каменисто-песчаные, местами заболоченные.
Через озеро протекает река Шомба, впадающая в реку Кемь.
Возле юго-западного берега Кукуа расположен один остров без названия.
Код объекта в государственном водном реестре — 02020001011102000006134.